# 砂漠の子守唄
「砂漠の子守唄」（さばくのこもりうた）は、2005年12月16日に発売されたあさみちゆきの4枚目のシングル。

## 解説
- 収録曲は全て、あさみのセカンドアルバム『あさみのうたII』からのシングルカット。また、「井の頭線・あれから」は前作「井の頭線」の続編である。

## 収録曲
1. 砂漠の子守唄 (4分43秒)
作詞：高田ひろお／作曲：杉本眞人／編曲：川口真
2. 夕焼けブランコ (4分14秒)
作詞：さくらちさと／作曲：網倉一也／編曲：矢野立美
3. 井の頭線・あれから (4分52秒)
作詞：田久保真見／作曲：網倉一也／編曲：千代正行
4. 砂漠の子守唄（オリジナル・カラオケ） (4分42秒)
作曲：杉本眞人／編曲：川口真
5. 夕焼けブランコ（オリジナル・カラオケ） (4分14秒)
作曲：網倉一也／編曲：矢野立美